# Homme de Piltdown

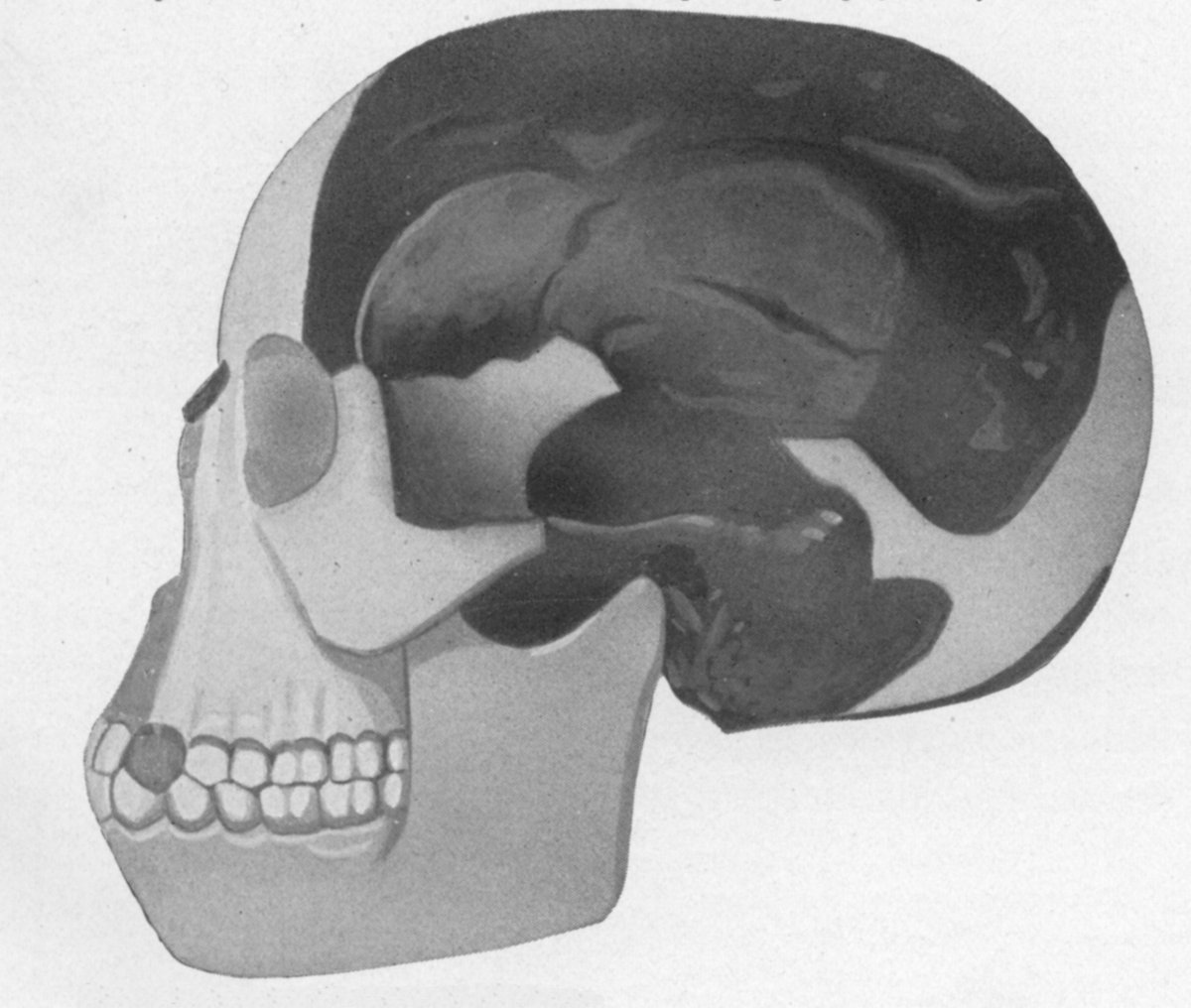
Le prétendu crâne de l'homme de Piltdown.
Les parties en blanc ont été reconstituées, les parties en gris foncé appartiennent à un humain moderne, celles en gris clair à un orang-outan.

L'homme de Piltdown, Eoanthropus dawsoni (« l'homme de l'aube de Dawson ») puis Homo dawsoni ou Homo piltdownensis s'est révélé une fraude paléoanthropologique du début du XXe siècle.
Lors de sa « découverte » en 1908 à Piltdown au Royaume-Uni, il a été considéré comme un fossile datant de l'Acheuléen (Paléolithique inférieur) et comme un chaînon manquant entre le singe et Homo sapiens en raison de ses caractères simiens (mâchoire inférieure) et humains modernes (calotte crânienne). À l'époque, la seule espèce fossile connue était Homo neanderthalensis, le Pithécanthrope étant controversé. En 1959, des tests démontrèrent sans ambiguïté qu'il s'agissait d'une mystification.
Cette imposture est présentée par certains créationnistes comme une supercherie produite par manque de preuves en faveur de la théorie de l'évolution, et selon des évolutionnistes, comme une plaisanterie à laquelle un étudiant en théologie catholique à Hastings, Pierre Teilhard de Chardin, aurait été impliqué à son insu, invité par le paléontologue Sir Arthur Smith Woodward à la constater.

## La «découverte»
Charles Dawson était un avocat, archéologue, paléontologue et géologue amateur. Dawson avait découvert une espèce d'iguanodon à laquelle il avait donné son nom et avait réuni une importante collection de fossiles qu'il avait donnée au British Museum. À 21 ans, il avait ainsi pu devenir membre de la Geological Society of London et correspondant du Musée d'histoire naturelle de Londres.
À l'été 1908, Dawson se promenait sur une route du Sussex, à soixante kilomètres au sud de Londres. Près d'une ferme de Piltdown, il remarqua que la route avait été réparée avec du gravier rougeâtre, susceptible d'être fossilifère. Il demanda aux ouvriers si on avait trouvé des ossements dans la carrière et souhaita qu'on le prévînt dans ce cas.
Peu après, un ouvrier lui apporta un fragment d'os plat, rougeâtre comme les graviers ; Charles Dawson reconnut un morceau de crâne humain. Durant les trois années qui suivirent, il fouilla les déblais et trouva quelques fragments supplémentaires. En février 1912, Dawson annonça au paléontologue Arthur Smith Woodward, président de la Société de géologie de Londres et conservateur du département d'histoire naturelle au Musée d'histoire naturelle de Londres, qu'il avait trouvé des fragments d'un crâne humain particulièrement intéressants.
Les ossements, usés et rougeâtres, semblaient contemporains de ce gravier ancien bien que le crâne eût une forme moderne. Les fossiles d'animaux trouvés au même endroit (dent d'éléphant, d'hippopotame…), de la même couleur, suggéraient un âge d'un demi-million d'années. Les méthodes de datation radioactive n'existant pas encore, les fossiles permettaient une datation relative du terrain. En juin, Charles Dawson, Arthur Smith Woodward et Teilhard de Chardin se rendirent à Piltdown et trouvèrent plusieurs débris de crâne puis la moitié droite d'une mâchoire inférieure.
Bien que cette mandibule fût fortement teintée et eût l'apparence de l'ancienneté, elle semblait d'origine simienne. Elle était cassée au niveau du menton et du condyle maxillaire, les deux endroits qui permettent une identification sûre. Deux molaires présentaient une usure plate, ce qui est usuel chez les humains mais inconnu chez les singes. Les trois hommes associèrent logiquement cette mandibule avec les fragments du crâne trouvés à quelques pieds de là, et un examen minutieux par Woodward et Charles Dawson les conforta dans leur opinion.

## L'annonce
Au Musée d'histoire naturelle de Londres, Woodward assembla la mandibule et le crâne, imaginant les éléments manquants et les créant avec de la pâte à modeler. Le 18 décembre 1912, la découverte fut dévoilée à la Société de géologie de Londres. Accompagné de Dawson, Woodward stupéfia l'auditoire en décrivant un être humain qui vivait à l'aurore de l'humanité, qu'il baptisa l'Eoanthropus, l'Homme de l'aurore. Il présenta sa reconstitution de la tête de l'Homme de Piltdown, provoquant l'enthousiasme de l'auditoire. Le Quarterly Journal of the geological Society of London publia un compte-rendu qui fit de l'homme de Piltdown une célébrité mondiale.
Le crâne était semblable à celui d'un homme moderne et la mandibule à celle d'un singe aux molaires bien usées, ce qui montrait, avait expliqué Woodward aux savants stupéfiés, qu'ils avaient trouvé les premiers fragments fossiles du fameux « chaînon manquant », cette forme intermédiaire qui devait, comme Darwin l'avait prédit dans L'Origine des espèces (1859), démontrer le passage du singe à l'homme, via un ancêtre commun aujourd'hui disparu.
L'homme de Néandertal, découvert en 1856, s'intercalait naturellement entre le pithécanthrope, découvert à Sumatra par Eugène Dubois en 1891, et l'homme actuel. Cependant, avec sa mâchoire inférieure de singe, l'Homme de Piltdown ne ressemblait pas aux autres hominidés fossiles et semblait inclassable. Plus âgé de quelque 500 000 ans que l'homme de Néandertal, il alliait paradoxalement une mâchoire inférieure de singe à un crâne d'homme moderne. Woodward en conclut que l'homme de Néandertal était dégénéré et que l'homme de Piltdown devait être le véritable ancêtre de l'homme moderne.

## Le doute

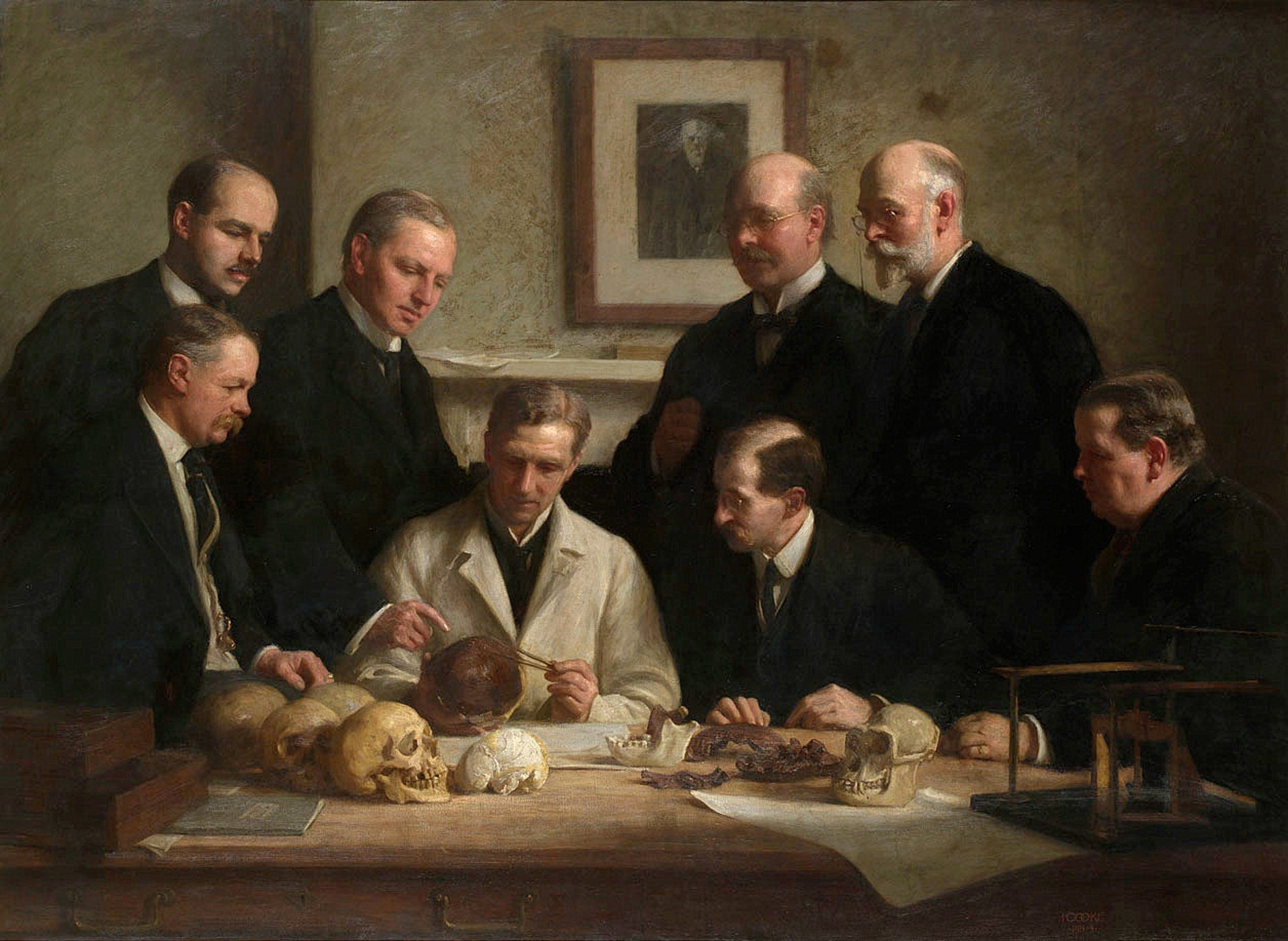
Portrait des protagonistes réalisé par John Cooke en 1915. À l'arrière, de gauche à droite : F.O. Barlow, G. Elliot Smith, Charles Dawson, Arthur Smith Woodward. À l'avant: A.S. Underwood, Arthur Keith, W.P. Pycraft et Sir Ray Lankester.

L'homme de Néandertal ayant auparavant été découvert en France et en Allemagne, cette interprétation accrut la fierté en Grande-Bretagne. L'homme de Piltdown confortait aussi des thèses raciales car il avait un volume crânien un tiers plus grand que l'homme de Pékin, qu'on croyait contemporain de l'homme de Piltdown.
Si certains chercheurs étaient prêts à réviser leur théorie sur les origines de l'humanité, d'autres doutaient de l'appartenance des différents ossements à un seul individu. Les Français, pour des raisons scientifiques ou non, suivaient l'interprétation de Marcellin Boule, du Muséum national d'histoire naturelle à Paris, qui croyait à la découverte d'un crâne d'homme fossile et d'une mandibule de singe, opinion partagée par la plupart des chercheurs américains.
En 1913, Teilhard de Chardin découvrit dans le même gravier une canine qui, tout en ressemblant à celle d'un singe, présentait les mêmes traces d'usure qu'une dent humaine. En 1917, Woodward annonça que Dawson, mort l'année précédente, avait découvert en 1915, à trois kilomètres de la carrière de Piltdown, deux nouveaux fragments de crâne humain et une dent de singe usée comme une dent humaine, soit exactement la même combinaison que la première fois. Ceci ne pouvant relever du hasard, cette association contribua à convaincre la majorité des chercheurs américains et à semer le doute dans l'esprit de la plupart des Français ; l'homme de Piltdown fut reconnu dans la plupart des traités de paléontologie.
Pendant la première moitié du XXe siècle, beaucoup d'anthropologues du monde entier crurent donc que l'homme de Piltdown était l'ancêtre de l'homme moderne. L'homme de Piltdown avait des caractéristiques que beaucoup de scientifiques avaient définies comme devant être celles du chaînon manquant : une grande capacité crânienne et une denture proche de celle du chimpanzé. En fait, les vrais « chaînons manquants » que les anthropologues attendaient, devaient se révéler être les australopithèques, groupe qui était précisément à l'opposé (petite capacité crânienne et denture proche de celle de l'humain). Dans les années 1920, trente ans avant que des analyses au fluorure (en) montrent, en 1953, que l'homme de Piltdown était un canular, le paléoanthropologue allemand Franz Weidenreich avait pu examiner les restes découverts à Piltdown et il avait signalé qu'ils étaient composés du crâne d'un homme moderne et de la mandibule d'un orang-outan, avec les dents rangées vers le bas. Weidenreich, étant un anatomiste, avait facilement pu démontrer qu'il s'agissait d'un canular. Mais, il fallut trente ans pour que la communauté scientifique accepte de reconnaître qu'il avait raison.
En 1924, le premier australopithèque, l'enfant de Taung, fut découvert en Afrique du Sud : vieux de plusieurs millions d'années, il était donc antérieur au pithécanthrope. Il confirmait que, progressivement, les caractères simiens s'atténuaient au profit des caractères humains. Le statut de l'Homme de Piltdown devenait de plus en plus flou, d'autant que l'enfant de Taung associait une mandibule humaine à un crâne simien : l'évolution du crâne était donc postérieure à celle de la mâchoire.
En 1944, Woodward émit l'hypothèse de deux lignées évolutives différentes : la première avec l'australopithèque, les hommes de Java, de Pékin et de Néandertal ; la seconde avec l'homme de Piltdown.

## Les preuves

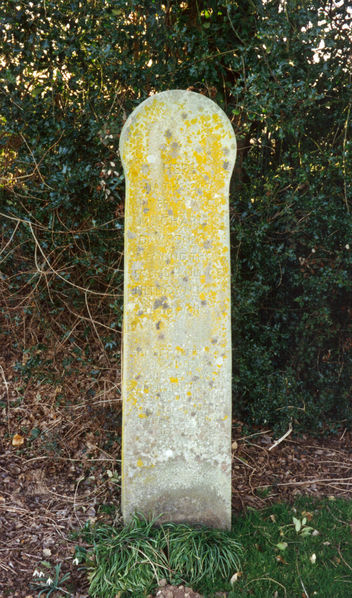
Pierre mémoriale de la « découverte » des « fossiles » de l'homme de Piltdown.

En 1949, Kenneth Oakley, de la section de géologie du Musée d'histoire naturelle de Londres, put avoir accès aux vestiges, jalousement conservés dans un coffre, et utiliser de nouvelles méthodes de datation au fluor (en). Contrairement à la dent d'éléphant, le crâne et la mandibule ne renfermaient que des quantités infimes de fluor : l'homme de Piltdown avait tout au plus 40 000 ans et ne pouvait donc pas être un lien entre l'homme et le singe.
Des indices en faveur du doute s'accumulèrent : la région de Piltdown ne possédait aucun dépôt du Pliocène ; la différence d'épaisseur entre le crâne et la mandibule ne s'était jamais vue chez les primates ; sous la patine, la dentine était blanche comme sur les dents récentes.
En 1952, A.T. Marston prouva que la canine appartenait à un singe et que le crâne appartenait à un homme d'au moins quarante mille ans. En 1953, J.S. Weiner, du service d'anatomie de l'université d'Oxford, se procura une molaire de chimpanzé, la ponça, la lima et obtint une dent étonnamment semblable à celle de l'Homme de Piltdown. Weiner formula l'hypothèse de la fraude. Wilfrid Le Gros Clark, anatomiste mondialement réputé, Weiner son assistant, et Oakley obtinrent la permission du Musée d'histoire naturelle de Londres d'analyser les fossiles. Ils remarquèrent que le crâne et la mandibule avaient été artificiellement oxydés par du bichromate pour reproduire la coloration et l'âge. La microscopie permit de constater que les dents avaient été limées pour imiter l'usure des dents humaines. Après quarante et un ans, on prouvait que l'homme de Piltdown était un faux, associant un crâne humain à une mandibule d'orang-outan. Les fossiles de mammifères trouvés sur le site étaient authentiques mais la dent d'hippopotame venait de Malte et celle d'éléphant, de Tunisie.
Le Musée d'histoire naturelle de Londres dut reconnaître que l'homme de Piltdown était une supercherie : « Ceux qui ont participé aux fouilles de Piltdown ont été victimes d'une tromperie élaborée et inexplicable » (« Those who took part in the excavation at Piltdown had been the victims of an elaborate and inexplicable deception »). Perfides, des quotidiens européens et américains se complurent à relater que « L'Anglais le plus vieux n'était qu'un singe ».
En 1959, les ossements furent datés au carbone 14 : le crâne datait du Moyen Âge et la mandibule avait à peine 500 ans. Le faussaire avait habilement brisé la partie de la mandibule qui s'articule sur le crâne afin qu'on ne pût constater la mauvaise adaptation.

## Le ou les auteurs
L'identité du fraudeur demeure incertaine. Woodward a toujours été d'une grande intégrité et son rôle s'est borné à accréditer cette théorie. On a accusé W. J. Sollas, professeur de géologie à Oxford ; le zoologiste anglais Martin Hinton, qui aurait voulu piéger Smith Woodward ; William Ruskin Butterfield, le conservateur du musée de Hastings ; Samuel Allinson Woodhead, un ami de Dawson.
Charles Dawson est particulièrement suspect, sa collection comportant de nombreux faux.
Teilhard de Chardin devait sans doute se douter de quelque chose, car il ne s'est pratiquement jamais référé à l'Homme de Piltdown dans ses travaux, contrairement à tous les autres scientifiques de l'époque et d'autant plus que dès 1920 Teilhard notait qu'il fallait « raisonner jusqu'à nouvel ordre comme si le crâne de Piltdown et la mandibule appartenaient à deux sujets différents ». Cependant, il est avéré que Teilhard de Chardin n'a nullement prêté main-forte à cette supercherie.
La liste des auteurs potentiels comprend également Arthur Conan Doyle, qui habitait près de Piltdown au moment crucial et fréquentait Dawson. Il était alors plongé dans l'étude de la Préhistoire car il travaillait à son roman Le Monde perdu (1912), qui relate l'aventure d'explorateurs ayant découvert un plateau inaccessible sur lequel vivent des espèces préhistoriques, dont une tribu d'hommes-singes. De plus, Sir Arthur aimait faire des farces : la première édition du Monde perdu était illustrée de photographies le représentant, avec des amis, déguisés pour incarner les héros du livre, à tel point que le rédacteur du magazine chargé de la pré-publication ne voulut pas publier ces photos qui, disait-il, risquaient de duper le public. Dans Le Chien des Baskerville, roman qu'il publia en 1901, longtemps avant la fausse trouvaille de Piltdown, on peut lire : « Il fait des fouilles dans une sépulture située près de Long Down et il a découvert un crâne préhistorique, ce qui le remplit d'une joie immense ». Ceux qui croient à la culpabilité de Conan Doyle arguent que les restes découverts dans la gravière auraient très bien pu provenir des collections de l'écrivain. En revanche, ses défenseurs soulignent que Conan Doyle ne possédait pas de si grandes connaissances paléontologiques et n'aurait jamais laissé la nouvelle de la découverte se propager avec une telle ampleur.
Une autre hypothèse vise Horace de Vere Cole et ses amis, connus pour leurs nombreuses farces et mystifications.

## Conséquences
Selon Stephen Jay Gould, dans son essai Le Pouce du panda (The Panda's Thumb, 1980), si l'affaire de l'homme de Piltdown s'emballa, et que la communauté scientifique y adhéra, c'est qu'à cette époque, l'élite intellectuelle croyait fermement que le développement de la circonférence crânienne précédait la transformation de l'appareil mandibulaire et donc de la dentition, liée à l'évolution du régime diététique omnivore : cette trouvaille opportune en fournissait donc la meilleure preuve. Gould ajoute également que le nationalisme et les préjugés culturels jouèrent un rôle fondamental dans cette histoire : les scientifiques britanniques se laissèrent aveugler, car au fond, tout ce petit monde était fort content d'apporter la preuve que le premier homme était non seulement européen, mais briton, autrement dit britannique. De fait, un livre posthume d'Arthur Smith Woodward s'intitule The Earliest Englishman.